# میخائیل یلیزارف
میخائیل یوریویچ یلیزارف (به روسی: Михаи́л Ю́рьевич Елиза́ров) (زاده ۲۸ ژانویه ۱۹۷۳) نویسنده اهل روسیه است. وی در سال ۲۰۰۸ به خاطر رمان کتابدار برنده جایزه ادبی بوکر روسیه شد. وی که دانش‌آموخته دانشگاه خارکف است طی سال‌های ۲۰۰۱ تا ۲۰۰۳ در مدرسه فیلم شهر هانوفر آلمان مشغول تحصیل بود و سال‌های ۲۰۰۳ تا ۲۰۰۷ را در شهر برلین به کار و زندگی پرداخت.

اولین رمانش به نام ناخن‌ها در سال ۲۰۰۱ منتشر شد که توانست نظر منتقدان را به خود جلب کند.